# Anthreptes longuemarei
Anthreptes longuemarei е вид птица от семейство Nectariniidae.

## Разпространение
Видът е разпространен в Ангола, Бенин, Буркина Фасо, Бурунди, Камерун, Централноафриканската република, Чад, Демократична република Конго, Република Конго, Кот д'Ивоар, Габон, Гамбия, Гана, Гвинея, Гвинея-Бисау, Кения, Малави, Мали, Мозамбик, Нигерия, Сенегал, Сиера Леоне, Южен Судан, Судан, Танзания, Того, Уганда, Замбия и Зимбабве.